# Dompnac
Dompnac település Franciaországban, Ardèche megyében. Lakosainak száma 77 fő (2022. január 1.). Dompnac Beaumont, Loubaresse, Sablières, Saint-Mélany és Valgorge községekkel határos.

## Népesség
A település népességének változása:
| Lakosok száma | 62   | 71   | 62   | 93   | 74   | 67   | 62   | 58   | 64   | 77   |
|               | 1968 | 1982 | 1990 | 2006 | 2013 | 2015 | 2017 | 2019 | 2020 | 2022 |